# Nuʻulua
Nuʻulua ist eine unbewohnte Insel der Aleipata-Inseln im Osten von Samoa. Sie gehört administrativ zum Distrikt Atua.

## Geographie
Nuʻulua liegt etwa 1,3 km vor dem Ostende von Nuʻutele. Sie ist nur schwer erreichbar, da starke Strömungen und eine steile Küste eine Anlandung erheblich erschweren. Nuʻulua ist die südlichste Insel des Staates Samoa. Auch sie besteht aus einem Tuff-Ring und hat eine grob dreieckige Form.
Die Insel liegt wie ihre Nachbarinsel Nuʻutele nicht mehr innerhalb des Korallenriffes, das Upolu, Namua und Fanuatapu umschließt.

## Natur
Sie ist ein wichtiges Schutzgebiet für brütende Meeresvögel. Durch ihre geschützte Lage konnten hier viele Vogelarten dauerhaft überleben, so etwa Samoamonarchen (Myiagra albiventris), Zahntauben (Didunculus strigirostris) und Erdtauben (Gallicolumba stairii).
Als Schutzmaßnahme wurde die Population der Pazifischen Ratte (Rattus exulans) auf der Insel ausgemerzt.
Außerdem sind in den Gewässern rund um die Inseln Seeschildkröten, Delfine, Rochen und Riffhaie heimisch.

## Kultur
Gemäß den Bräuchen in Samoa gehören die Inseln zum amtlichen Besitz bestimmter Matai.

## Klima
Das Klima ist tropisch heiß, wird jedoch von ständig wehenden Winden gemäßigt. Ebenso wie die anderen Inseln von Samoa wird Nuʻulua gelegentlich von Zyklonen heimgesucht.